# Зимолюбка зонтична
Зимолюбка зонтична або порушник звичайний (Chimaphila umbellata) — рослина родини вересових (Ericaceae).

## Морфологічна характеристика
Вічнозелена рослина зі шкірястими подовжено-ланцетними листками, клиноподібно звуженими до основи. По краю листки пилчасті, зверху темно-зелені, блискучі, знизу — блідо-зелені, розташовані майже кільцями. Рожеві квітки зібрані в зонтикоподібне суцвіття на досить довгих ніжках.

## Середовище проживання
Ареал охоплює субарктичні й помірні широти Євразії, а також Північну Америку від Аляски до Гватемали.
Трапляється в соснових, мішаних і букових лісах. Потребує охорони.